# Archie Harris
Archie Haggie Harris Jr. (* 3. Juli 1918; † 29. Oktober 1965 in New York City) war ein US-amerikanischer Diskuswerfer.

## Leben
Harris besuchte bis zu seinem Abschluss 1937 die Ocean City High School, wo er Rekorde im Kugelstoßen und Diskuswurf aufstellte und ein Universitätsstipendium erlangte. Als Student der Indiana University Bloomington wurde er 1940 NCAA-Meister im Diskuswurf. Im Jahr darauf verteidigte er diesen Titel mit dem Weltrekord von 53,26 m und wurde US-Meister. 1941 schloss er auch das Studium ab. Danach diente er in der United States Air Force.
Harris lebte zuletzt in Darby, Pennsylvania. Er starb 1965 im Alter von 47 Jahren im Veterans Administration Hospital in New York City.